# Washington Cucurto

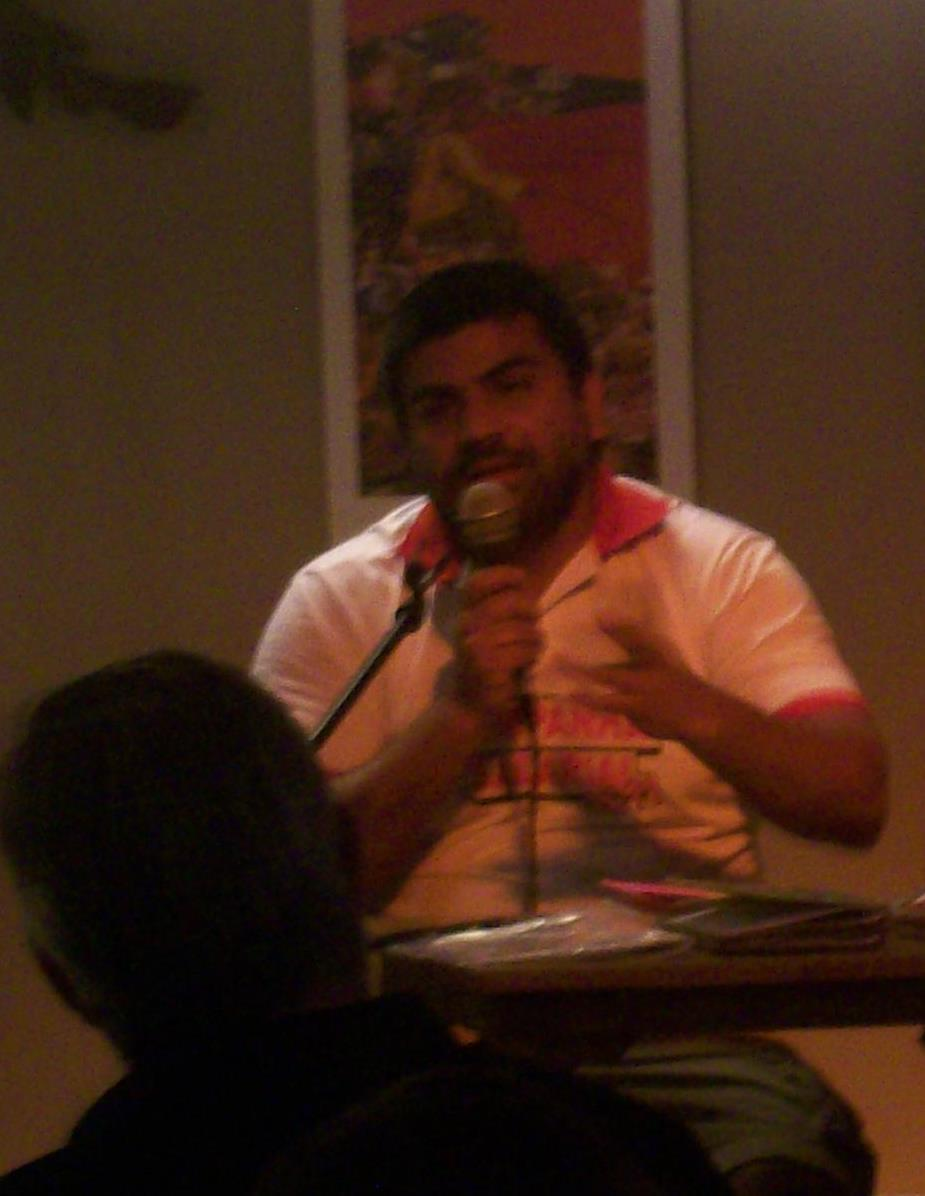
Washington Cucurto

Författaren Santiago Vega, född 1973 i Quilmes utanför Buenos Aires i Argentina, är mer känd som Washington Cucurto. Romanen Cosa de Negros har skänkt honom kultstatus särskilt bland unga läsare. Han driver förlaget Eloísa Cartonera och är kolumnist i Crítica de la Argentina.
Washington Cucurto är också känd för sin medverkan i antologin La Joven Guardia, av många ansedd vara ett centralt verk för den nya generationens argentinska författare.

## Böcker
- Zelarayán. 1998
- La Máquina de hacer paraguayitos. 2000
- La fotocopiadora y otros poemas. 2002
- La Cartonerita. 2003
- Veinte pungas contra un pasajero. 2003
- Fer. 2003
- Cosa de negros. 2003
- La luna en tus manos. Rosario, "junco y capulí",2004
- Las aventuras del Sr. Maíz. 2005
- El curandero del amor. 2006